# Верчью, Сью
Сью Ве́рчью (англ. Sue Vertue; род. 21 сентября 1960, Суррей, Англия) — английский телевизионный продюсер.

## Биография
Мать Сью, Берил Верчью, также была телевизионным продюсером и агентом. У Сью есть сестра Дебби.
Сью работала в компании Tiger Aspect. Она познакомилась с будущим мужем, Стивеном Моффатом на Эдингбурском телевизионном фестивале в 1996 году. Их отношения расцветали, и они, бросив все свои проекты в других компаниях, перешли в компанию Hartswood Films, которая принадлежала матери Сью. Когда Верчью попросила Моффата написать ситком для Hartswood, то он решил основывать сюжет на истории их отношений. Главных героев звали Стив и Сью, их роли исполнили Джек Дэвенпорт и Сара Александр.
Среди её продюсерских работ: ситкомы Carrie & Barry и «Страх, стресс и злость», британско-австралийский комедийный проект Supernova, мокьюментари-шоу The Cup, телесериал «Шерлок». Верчью успешно сотрудничает с режиссёром Мэттом Липси.